# Lorenzo Aragón
Lorenzo Aragón Armenteros (ur. 28 kwietnia 1974 w Lajas) – kubański bokser, srebrny medalista olimpijski z 2004.

## Kariera amatorska
Startował na igrzyskach olimpijskich w Atlancie, w wadze piórkowej. Aragón dotarł do ćwierćfinału, gdzie pokonał go minimalnie na punkty (11:12) Floyd Mayweather Jr.
W 2001 roku podczas mistrzostw świata w Belfaście zdobył złoty medal w wadze półśredniej. 
W 2003 roku zdobył również złoty medal w tej samej wadze, podczas mistrzostw świata w Bangkoku. W tym samym roku triumfował również w tej samej wadze, podczas Igrzysk Panamerykańskich, które odbyły się w Santo Domingo.
W 2004 zdobył srebrny medal podczas igrzysk olimpijskich w Atenach. W finale pokonał go Baktijar Artajew z Kazachstanu.